# Cyzo
Cyzo（サイゾー）は、株式会社NTTデータNJKが開発・提供するクラウド型のコミュニケーションサービスである。

## 概要
テレフォニータブレット「Cyzo」、サロン向けカルテ・予約・顧客管理クラウドサービス「CyzoCRM」、クラウドIVRサービス「CyzoPhone」の3つのサービスを提供している。

## 製品
テレフォニータブレット「Cyzo」
電話応対やテレアポなどの業務を支援する、iPad用アプリケーション。
CyzoCRM
美容室、エステサロン、ネイルサロンなどの各種サロンでの予約から、簡易会計、カルテ・顧客管理を行うことができる。パソコン操作を苦手とする人をターゲットにしており、iPadでの利用に最適化されている点が特長である。利用スタイルに合わせて4つのプランが用意されている。
CyzoPhone
コールセンターの一次対応や、オペレーターで処理しきれないあふれ呼に対してあらかじめ録音してある音声を自動的に再生できるコールセンター向けのクラウド型自動音声応答（IVR）サービス。指定した他の回線への自動転送機能、着信/応答内容の自動履歴保存、コールバック対応の自動履歴保存等のインバウンド機能の他、大量の電話を一斉に発信して自動応答で情報を伝達・収集可能なオートコールなどのアウトバウンド機能を有しており、クラウド環境の利点を最大限に活かした費用対効果の高いサービス。